# Dominika na Mistrzostwach Świata w Lekkoatletyce 2009
Dominika na Mistrzostwach Świata w Lekkoatletyce 2009 reprezentowana była tylko przez jednego zawodnika - Erisona Hurtaulta, który nie zdobył żadnego medalu na tych mistrzostwach.

## Występy reprezentanta Dominiki
| Konkurencja | Zawodnik        | Kwalifikacje  | Kwalifikacje | Półfinały  | Półfinały | Finał         | Finał         |
| Konkurencja | Zawodnik        | Wynik         | Poz.         | Wynik      | Poz.      | Wynik         | Poz.          |
| ----------- | --------------- | ------------- | ------------ | ---------- | --------- | ------------- | ------------- |
| 400 m       | Erison Hurtault | 45.55 sek. SB | 15.          | 45.59 sek. | 15.       | Nie awansował | Nie awansował |